# San Felipe, Guatemala
San Felipe är en kommunhuvudort i Guatemala.   Den ligger i departementet Departamento de Retalhuleu, i den sydvästra delen av landet, 120 km väster om huvudstaden Guatemala City. San Felipe ligger 585 meter över havet och antalet invånare är 8 921.
Terrängen runt San Felipe är huvudsakligen kuperad, men åt sydväst är den platt. Runt San Felipe är det ganska tätbefolkat, med 160 invånare per kvadratkilometer. Närmaste större samhälle är Retalhuleu, 12,2 km sydväst om San Felipe. I omgivningarna runt San Felipe växer huvudsakligen savannskog.